# Vlag van Haut-Rhin

Vlag van Haut-Rhin

De vlag van Haut-Rhin is de officiële vlag van het Franse departement Haut-Rhin. De vlag is afgeleid van het wapen van dit departement.
De vlag toont een rood veld met een gouden schuinbalk tussen zes gouden kronen linksonder en rechtsboven.
Het ontwerp toont het wapen van de voormalige provincie Haute-Alsace. In de jaren 1930 en 1940 vertegenwoordigde deze vlag de hele Elzas. Het huidige wapen en de vlag werd goedgekeurd door de twee prefecten van de Elzas op 5 mei 1948. Dit wapen zowel als vlag heeft vaak de hele Elzas vertegenwoordigd.
Naast deze vlag is er een logovlag in gebruik.

Logovlag